# Adolf Fredrik Virgin
Adolf Fredrik Virgin, född 20 november 1754 på Stora Holma, död 2 juni 1815 på Turholm i Helsingfors, var en svensk överstelöjtnant vid Arméns flotta. Han deltog bland annat i Gustav III:s ryska krig. Han var bror till Arvid Virgin.

## Biografi
Han föddes 1754 som son till Claes Virgin och dennes hustru Augusta Vilhelmina Kunckel. Han antogs vid krigsmakten 1770 och blev den 28 maj 1776 arklimästare vid Arméns flotta, samt befordrad till fänrik den 19 mars 1777. Därefter gick Virgin i engelsk tjänst vid Royal Navy och tjänstgjorde som volontär på fartyget Jupiter i befattning midshipman som motsvarade den svenska fänriksgraden.
Under sin engelska tjänstgöring uppbringade hans fartyg den 21 juli 1781, efter Slaget i Saldanhabukten utanför Sydafrika, en holländsk ostindiefarare, Dankbaarheyt, som Virgin tillsammans med en löjtnant Reid tog befälet över för att segla henne till engelsk hamn. Den 28 januari 1782 i närheten av Engelska kanalen förlorade dock fartyget sina master i en storm, den 29 slutade pumparna fungera och slutligen beslöt man den 30 januari att man skulle överge fartyget i en mindre skeppsbåt samt på en flotte. Virgin samt ett fåtal andra räddades efter några dagar av en svensk brigg.
Den 17 september 1783 befordrades han till löjtnant i Sverige, samt därefter till kapten den 21 juli 1788. Han deltog i Gustav III:s ryska krig 1788-1790 och förde vid Slaget vid Svensksund befälet över den 3:e divisionen i den första eskadern. Efter slaget blev han den 22 juli befordrad till major.
Han utnämndes till varsmajor den 9 februari 1791 samt blev slutligen överstelöjtnant vid Arméns flottas finska eskader 31 juli 1796. Han verkade sedan på plats i Finland, baserad på Sveaborg, och blev den 20 maj 1805 utnämnd till ledamot av Kungliga Krigsvetenskapsakademien. Han fick avsked den 12 maj 1811 och dog på Turholm utanför Helsingfors den 2 juni 1815.

### Familj
Adolf Fredrik Virgin gifte sig den 1 augusti 1793 på Sveaborg med Christina Lovisa Standertskjöld och fick med henne tre barn.

## Utmärkelser
- Riddare av Svärdsorden - 26 september 1783
- Kombinationsmedaljen av Svensksundsmedaljen - 13 februari 1791